# Lynn Thorndike

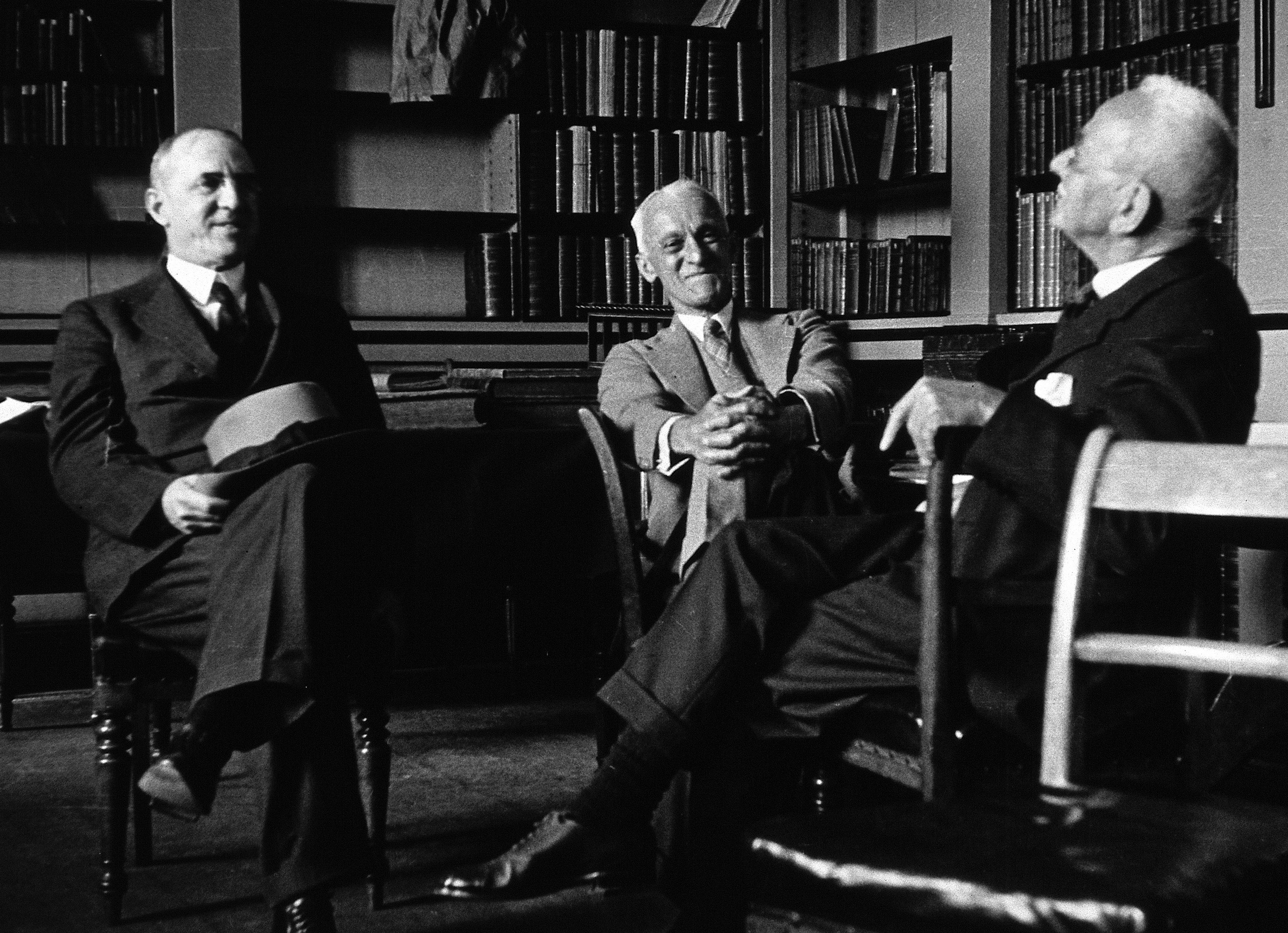
Lynn Thorndike, Harvey Williams Cushing i Charles Scott Sherrington - 1938

Lynn Thorndike (Lynn, Massachusetts, 24 de juliol de 1882 — Nova York, 28 de desembre de 1965) va ser un historiador nord-americà, especialista en història de la ciència medieval i de l'alquímia.

## Trajectòria
Thorndike va estudiar a la universitat Wesleyana (Middletown, Connecticut), fins al 1902, i després va estudiar història medieval a la Universitat de Colúmbia, on es va doctorar el 1905, amb una tesi sobre The Place of Magic in the Intellectual History of Europe.
Va començar a ensenyar història medieval a la Northwestern University, el 1907. Es va traslladar a la Case Western Reserve University el 1909, on va romandre fins a 1924. La Columbia University li va oferir una plaça el 1924, i allí va ensenyar fins a la seva jubilació el 1950.
Però Thorndike va continuar publicant deu anys més, i el 1957 va rebre la medalla George Sarton de la "History of Science Society". Va presidir l'"American Historical Association".
Entre els seus llibres destaca el seu monumental treball en vuit volums, A History of Magic and Experimental Science (1923–1958).

## Obres
- The Place of Magic in the Intellectual History of Europe, The Columbia University Press, 1905 (tesis).
- The True Roger Bacon, 1916.
- The History of Medieval Europe, Houghton Mifflin Company, 1917.
- Medieval Europe, its Development & Civilization, George G. Harrap & Company Ltd., 1920.
- Galen: the man and his times, 1922.
- Peter of Abano: A Medieval Scientist, 1923.
- History of Magic and Experimental Science, 1923-1958, en 8 vols. (e.g. Volume I & Volume II).
- A Short History of Civilization, 1926.
- Outline of Medieval and Modern History, 1929.
- Check-list of Rotographs in the History of Natural and Occult Science, 1934.
- University Records and Life in the Middle Ages, Nueva York, Columbia University Press, 1944.
- Dates in Intellectual History: the Fourteenth Century, 1945.
- Traditional Medieval Tracts Concerning Engraved Astrological Images, 1947.
- The Sphere of Sacrobosco and its Commentators, University of Chicago Press, 1949.
- Latin Treatises on Comets Between 1238 and 1368 A. D., University of Chicago Press, 1950.
- The Sixteenth Century, Nueva York, Columbia University Press, 1959.
- Science and Thought in the Fifteenth Century; Studies in the History of Medicine and Surgery, Natural and Mathematical Science, Philosophy, and Politics, 1963.
- Michael Scot, Nelson, 1965.